# Viktor Kuznecov (nuotatore)
Viktor Aleksandrovič Kuznecov in russo Виктор Александрович Кузнецов? (Leningrado, 21 maggio 1961) è un ex nuotatore sovietico, specializzato nel dorso, vincitore di due medaglie d'argento alle Olimpiadi di Mosca del 1980.
Nella finale dei 100 dorso a Mosca finì secondo alle spalle dello svedese Baron, e ancora secondo nella staffetta 4x100 mista dell'Unione Sovietica, dietro al quartetto australiano. Nel 1981 agli europei di Spalato terminò terzo vincendo il bronzo, mentre vinse la medaglia d'oro con la stessa staffetta 4x100 mista.
Concluse la carriera natatoria nel 1993, alle Universiadi di Edmonton, vincendo ancora un bronzo nei 100 dorso.